# Apobletes cavifrons
Apobletes cavifrons är en skalbaggsart som beskrevs av Lewis 1900. Apobletes cavifrons ingår i släktet Apobletes och familjen stumpbaggar. Inga underarter finns listade i Catalogue of Life.